# 当然
| ウィキペディアには「当然」という見出しの百科事典記事はありません（タイトルに「当然」を含むページの一覧/「当然」で始まるページの一覧）。 代わりにウィクショナリーのページ「当然」が役に立つかもしれません。 |